# Diptyque de Jean Gros
Le diptyque de Jean Gros est un diptyque réalisé par le peintre wallon Rogier van der Weyden vers 1460-1464. Il est composé de deux panneaux en bois de format vertical que l'artiste a peints à l'huile. Celui de gauche est une Vierge du lait conservée au musée des Beaux-Arts de Tournai, à Tournai, dans la province de Hainaut, en Belgique. Celui de droite est un portrait en buste de Jean Gros, les mains jointes en prière, avec au verso ses armoiries. Il fait partie des collections de l'Art Institute of Chicago, à Chicago, dans l'Illinois, aux États-Unis.